# Charles Stewart, III duca di Richmond
Charles Stewart, III duca di Richmond e VI duca di Lennox (Londra, 7 marzo 1639 – Elsinora, 12 dicembre 1672), è stato un nobile, politico e diplomatico britannico.

## Biografia

### Infanzia

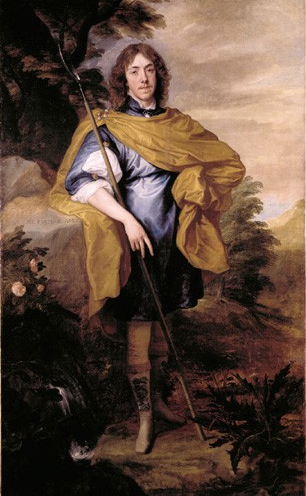
Ritratto di George Stewart, IX signore d'Aubigny
Antoon van Dyck, National Portrait Gallery (1638)

Era figlio di George Stewart, IX signore d'Aubigny e di sua moglie Katherine Howard, figlia di Theophilus Howard, II conte di Suffolk.

### Giovinezza

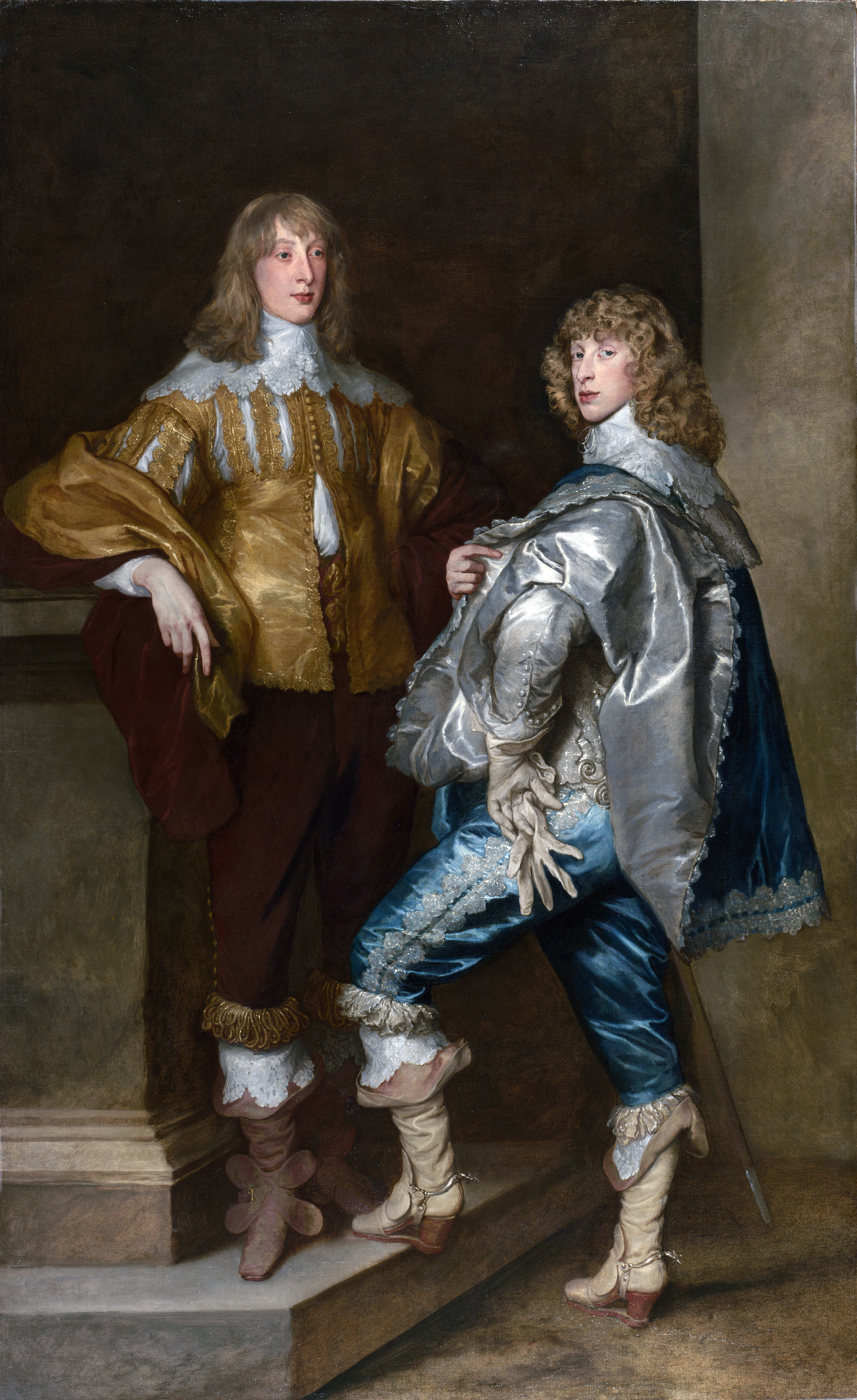
Ritratto di Lord John e Lord Bernard Stuart del Van Dyck

Il 10 dicembre 1645 Charles fu creato Barone Stuart di Newbury e Conte di Lichfield, titolo conferitogli perché potesse continuare ad essere tramandato anche dopo la morte dello zio, Lord Bernard Stewart, caduto nella battaglia di Rowton Heath, durante la guerra civile inglese, mentre combatteva, realista, contro le truppe del Parlamento.

### Esilio e matrimoni

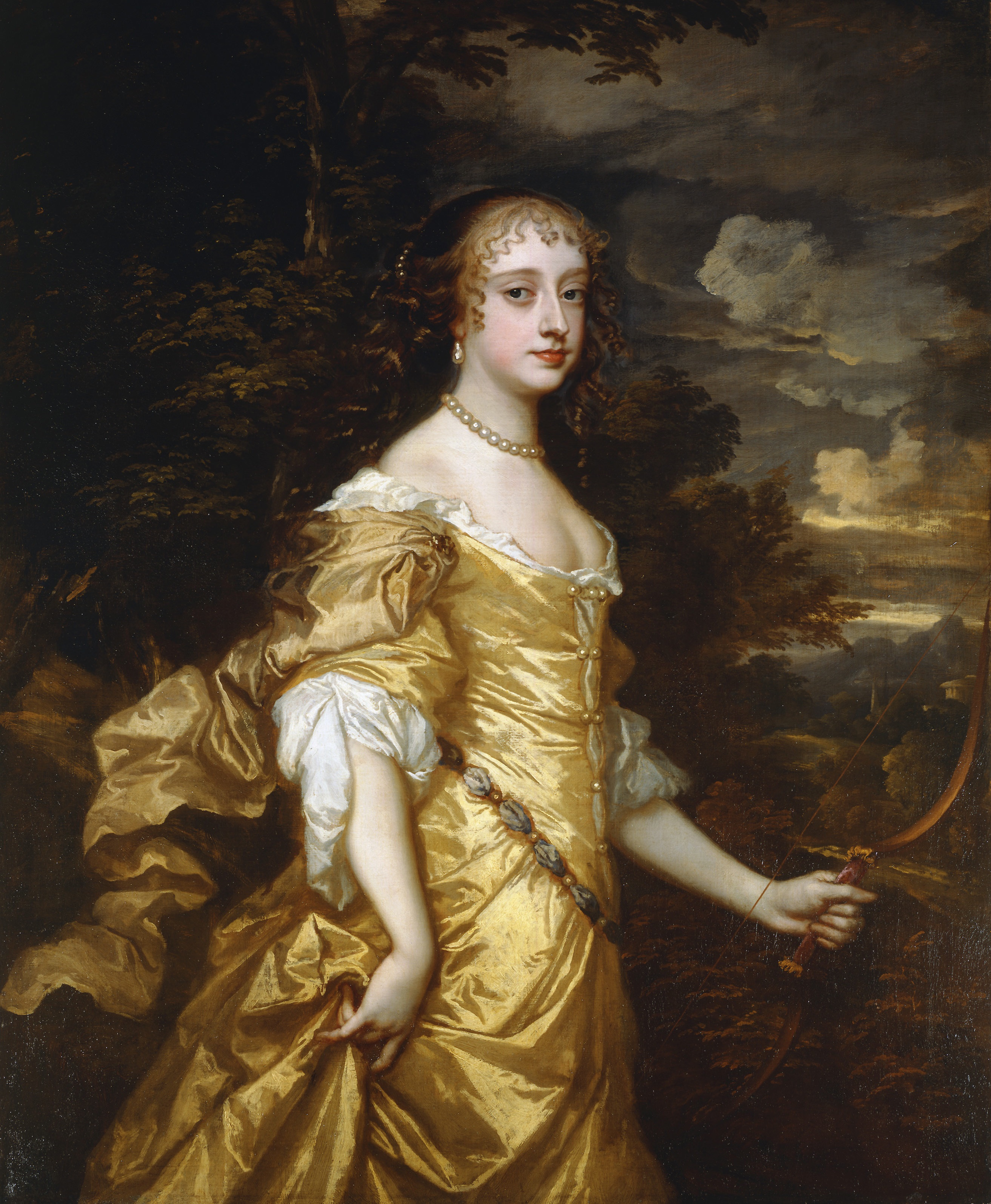
Frances Teresa Stuart ritratta da Sir Peter Lely, 1662-1665.

Nel gennaio 1658 Charles andò in esilio in Francia, dove risiedette nella dimora di suo zio Ludovic Stewart, X signore d'Aubigny. L'anno successivo sposò Elizabeth Rogers. In seguito, nel 1662, si sposò una seconda volta con Margaret Banaster e poi una terza, con Frances Teresa Stewart; questa donna passò alla storia per aver rifiutato di diventare una delle favorite di re Carlo II Stuart.

### Carriera politica

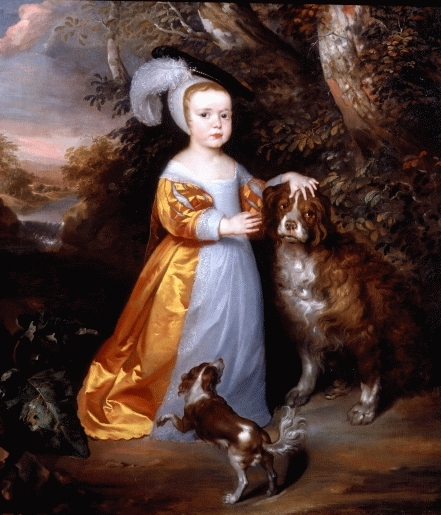
Un ritratto di Esmé Stewart, II duca di Richmond di John Weesop

Con la restaurazione inglese, nel 1660, Charles tornò in Inghilterra; entrò a far parte del Convention Parliament e si mostrò inflessibile nella condanna ai sostenitori del Commonwealth of England. Il 10 agosto 1660, alla morte del suo cugino Esmé Stewart, II duca di Richmond, ereditò il titolo e divenne III Duca di Richmond. Lo stesso anno il re lo nominò Gran Ciambellano di Scozia, ereditario Gran Ammiraglio di Scozia e Lord Luogotenente di Dorset. Il 15 aprile 1661 divenne cavaliere dell'Ordine della Giarrettiera e nel 1671 fu mandato come ambasciatore alla corte di Danimarca.
Nel 1668 divenne Lord Luogotenente e Vice Ammiraglio del Kent divenendo Conte di Winchilsea.

### Ultimi anni e morte

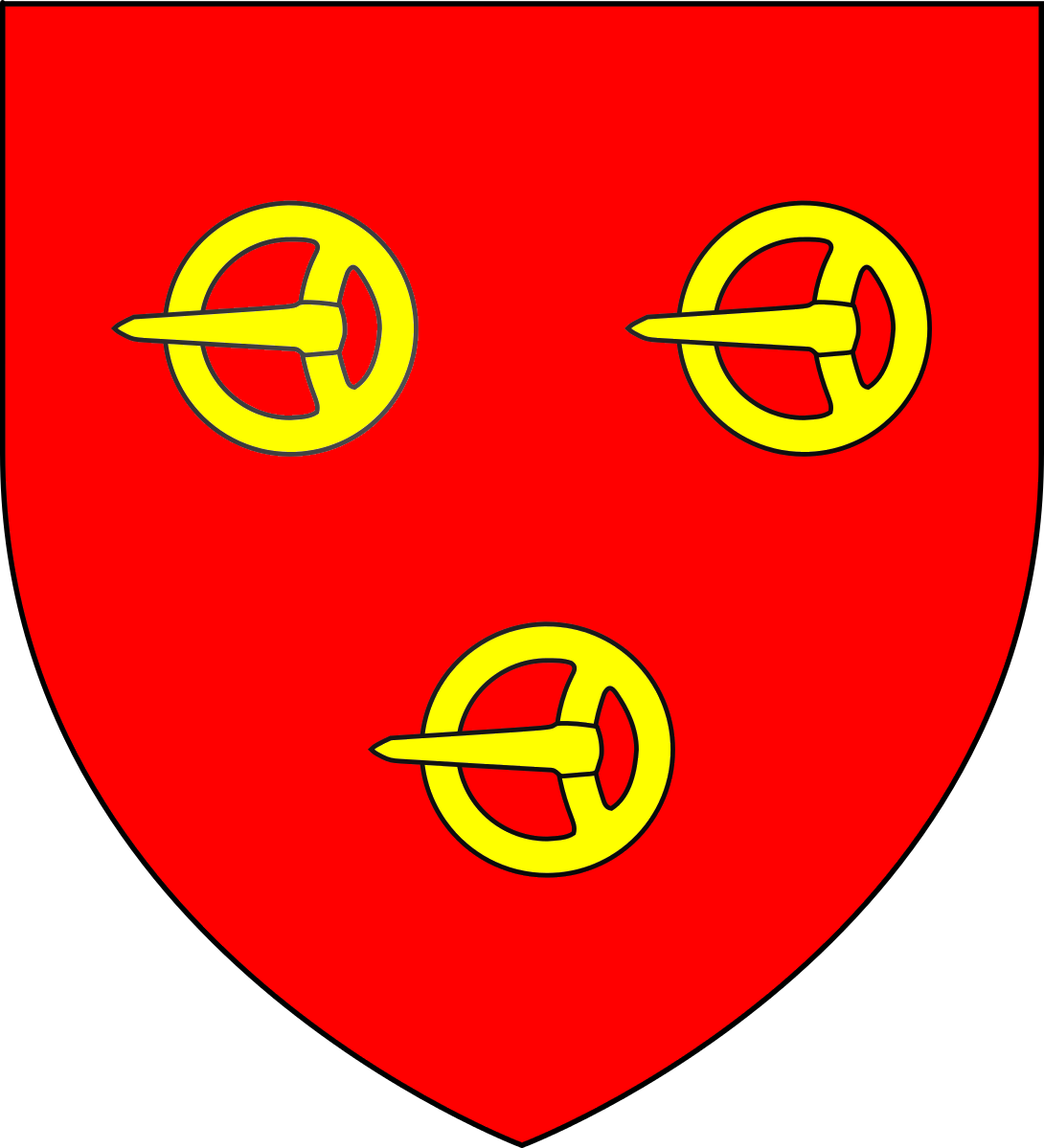
Stemma dei Signori d'Aubigny

L'11 maggio 1670 dovette fare atto d'omaggio a Luigi XIV di Francia poiché, alla morte dello zio Ludovic, aveva ereditato il titolo di Seigneur d'Aubigny.
Morì annegato nel 1672.

## Ascendenza
|                                         |                                   |                                   | Genitori                                 |  |  | Nonni |  |  | Bisnonni                       |  |  | Trisnonni                          |  |
|                                         |                                   |                                   |                                          |  |  |       |  |  | Esmé Stewart, I duca di Lennox |  |  | John Stewart, V signore di Aubigny |  |
|                                         |                                   |                                   |                                          |  |  |       |  |  | Esmé Stewart, I duca di Lennox |  |  | John Stewart, V signore di Aubigny |  |
|                                         |                                   | Anne de la Queuille               |                                          |  |  |       |  |  | Esmé Stewart, I duca di Lennox |  |  |                                    |  |
| Esmé Stewart, III duca di Lennox        |                                   |                                   |                                          |  |  |       |  |  | Esmé Stewart, I duca di Lennox |  |  |                                    |  |
|                                         |                                   | Catherine de Balsac               | Guillaume de Balsac, signore d'Entragues |  |  |       |  |  |                                |  |  |                                    |  |
|                                         |                                   | Catherine de Balsac               | Guillaume de Balsac, signore d'Entragues |  |  |       |  |  |                                |  |  |                                    |  |
|                                         |                                   | Catherine de Balsac               | Louise d'Humières                        |  |  |       |  |  |                                |  |  |                                    |  |
| George Stewart, IX signore d'Aubigny    |                                   | Catherine de Balsac               |                                          |  |  |       |  |  |                                |  |  |                                    |  |
|                                         |                                   | Gervase Clifton, I barone Clifton | John Clifton                             |  |  |       |  |  |                                |  |  |                                    |  |
|                                         |                                   | Gervase Clifton, I barone Clifton | John Clifton                             |  |  |       |  |  |                                |  |  |                                    |  |
|                                         |                                   | Gervase Clifton, I barone Clifton | Anne Stanley                             |  |  |       |  |  |                                |  |  |                                    |  |
| Catherine Clifton, II baronessa Clifton |                                   | Gervase Clifton, I barone Clifton |                                          |  |  |       |  |  |                                |  |  |                                    |  |
|                                         |                                   | Katherine Darcy                   | Henry Darcy                              |  |  |       |  |  |                                |  |  |                                    |  |
|                                         |                                   | Katherine Darcy                   | Henry Darcy                              |  |  |       |  |  |                                |  |  |                                    |  |
|                                         |                                   | Katherine Darcy                   | Katherine Fermor                         |  |  |       |  |  |                                |  |  |                                    |  |
| Charles Stewart, III duca di Richmond   |                                   | Katherine Darcy                   |                                          |  |  |       |  |  |                                |  |  |                                    |  |
|                                         | Thomas Howard, I conte di Suffolk | Thomas Howard, IV duca di Norfolk |                                          |  |  |       |  |  |                                |  |  |                                    |  |
|                                         | Thomas Howard, I conte di Suffolk | Thomas Howard, IV duca di Norfolk |                                          |  |  |       |  |  |                                |  |  |                                    |  |
|                                         | Thomas Howard, I conte di Suffolk | Margaret Audley                   |                                          |  |  |       |  |  |                                |  |  |                                    |  |
| Theophilus Howard, II conte di Suffolk  | Thomas Howard, I conte di Suffolk |                                   |                                          |  |  |       |  |  |                                |  |  |                                    |  |
|                                         |                                   | Katherine Knyvett                 | Henry Knyvett                            |  |  |       |  |  |                                |  |  |                                    |  |
|                                         |                                   | Katherine Knyvett                 | Henry Knyvett                            |  |  |       |  |  |                                |  |  |                                    |  |
|                                         |                                   | Katherine Knyvett                 | Elizabeth Stumpe                         |  |  |       |  |  |                                |  |  |                                    |  |
| Catherine Howard                        |                                   | Katherine Knyvett                 |                                          |  |  |       |  |  |                                |  |  |                                    |  |
|                                         |                                   | George Home, I conte di Dunbar    | Alexander Home                           |  |  |       |  |  |                                |  |  |                                    |  |
|                                         |                                   | George Home, I conte di Dunbar    | Alexander Home                           |  |  |       |  |  |                                |  |  |                                    |  |
|                                         |                                   | George Home, I conte di Dunbar    | Janet Home                               |  |  |       |  |  |                                |  |  |                                    |  |
| Elizabeth Home                          |                                   | George Home, I conte di Dunbar    |                                          |  |  |       |  |  |                                |  |  |                                    |  |
|                                         |                                   | Elizabeth Gordon                  | Alexander Gordon                         |  |  |       |  |  |                                |  |  |                                    |  |
|                                         |                                   | Elizabeth Gordon                  | Alexander Gordon                         |  |  |       |  |  |                                |  |  |                                    |  |
|                                         |                                   | Elizabeth Gordon                  | Agnes Bethune                            |  |  |       |  |  |                                |  |  |                                    |  |
|                                         |                                   | Elizabeth Gordon                  |                                          |  |  |       |  |  |                                |  |  |                                    |  |